# عبد الرحمن الراجحي
عبد الرحمن الراجحي، من مواليد 10 أبريل 1995، هو فارس سعودي يتسابق في قفز الحواجز، حقق عبدالرحمن الميدالية الذهبية لدورة الألعاب الآسيوية عام 2022، كما حقق الميدالية الفضية في دورة الألعاب الآسيوية عام 2014.